# Kedungmegarih
Kedungmegarih is een bestuurslaag in het regentschap Lamongan van de provincie Oost-Java, Indonesië. Kedungmegarih telt 2744 inwoners (volkstelling 2010).